# Мияма, Ая
Ая Мияма (яп. 宮間 あや Мияма Ая, род. 28 января 1985, Тиба) — японская футболистка. Чемпионка мира 2011 года, чемпионка Азиатских игр 2010 года.

## Спортивная карьера
Ая дебютировала в большом футболе в 1999 году за клуб NTV Beleza, воспитанницей которого являлась. В дальнейшем Мияма перешла в клуб Okayama Yunogo Belle, который периодически покидала ради игр в чемпионате США. Несколько попыток закрепиться в WPS не привели к положительному результату и ныне она вновь играет за клуб из Окаямы, проведя в его рядах уже более сотни и матчей и забив больше шести десятков голов.
В 2003 году Ая впервые была призвана защищать цвета национальной сборной команды Японии. С тех пор Мияма довольно регулярно попадает в заявку команды на различные турниры, проведя в её рядах 68 матчей и забив 16 голов. Третье место на Кубке Азии-2008 и титулы на Азиатских играх-2010 и Чемпионате мира-2011 были завоёваны также не без участия уроженки Тибы. Причём именно гол Миямы (подкараулившей ошибку защитниц) перевёл финал ЧМ-2011 в дополнительное время.

## Статистика выступлений

### Национальная сборная
Голы в финальных турнирах
| Данные | Данные           | Данные                                                        | Данные         | Данные | Данные      | Данные              |
| №      | Дата             | Место                                                         | Соперник       | СМ     | ИС          | Соревнование        |
| ------ | ---------------- | ------------------------------------------------------------- | -------------- | ------ | ----------- | ------------------- |
| 1      | 11 сентября 2007 | Hongkou Stadium, Шанхай, Китай                                | Англия         | 1:0    | 2:2         | Чемпионат мира-2007 |
| 2      | 11 сентября 2007 | Hongkou Stadium, Шанхай, Китай                                | Англия         | 2:2    | 2:2         | Чемпионат мира-2007 |
| 3      | 6 августа 2008   | Qinhuangdao Olympic Sports Center Stadium, Циньхуандао, Китай | Новая Зеландия | 1:2    | 2:2         | Олимпиада-2008      |
| 4      | 27 июня 2011     | Ruhrstadion, Бохум, Германия                                  | Новая Зеландия | 2:1    | 2:1         | Чемпионат мира-2011 |
| 5      | 17 июля 2011     | Commerzbank-Arena, Франкфурт-на-Майне, Германия               | США            | 1:1    | 2:2 (3:1 п) | Чемпионат мира-2011 |